# Rostaing de la Baume de Suze

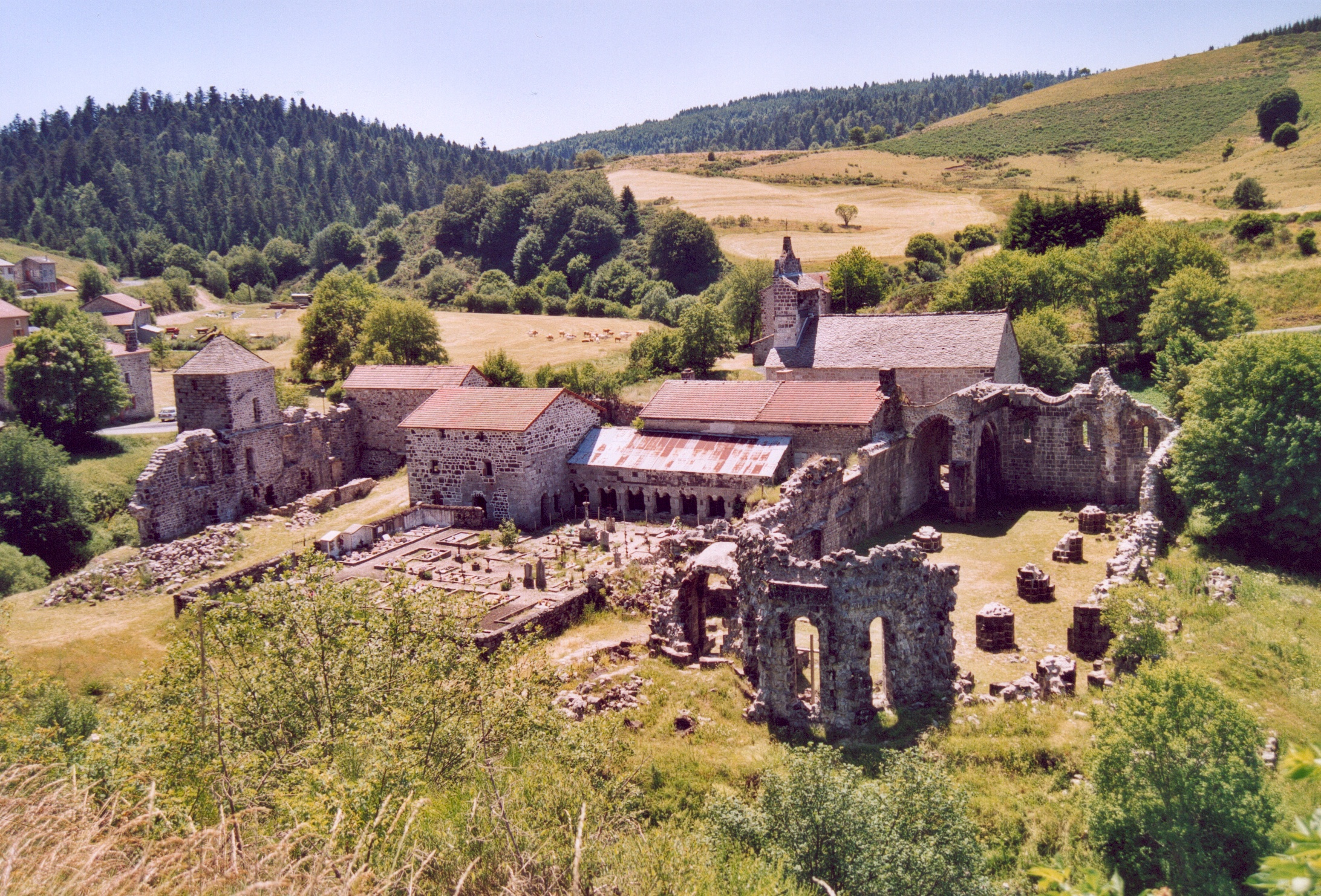
Voormalige abdij van Mazan in de Ardèche

Rostaing de la Baume de Suze (? – Orange, 24 juli 1560) was bisschop van Orange van 1543 tot zijn dood in 1560. Hij begon zijn kerkelijke carrière als cisterciënzer monnik en was, reeds voor zijn bisschopsambt, abt van de abdijen van Mazan en van Aniane.